# 910년대
910년대는 910년부터 919년까지를 가리킨다.